# Gianfranco Dell’Alba
Gianfranco Dell’Alba (ur. 24 maja 1955 w Livorno) – włoski polityk, politolog, lobbysta, poseł do Parlamentu Europejskiego w latach 1994–2004, jeden z liderów nurtu włoskich radykałów.

## Życiorys
Ukończył studia z zakresu nauk politycznych na Uniwersytecie Rzymskim „La Sapienza”. W 1987 wszedł w skład władz krajowych libertariańskiej Transnarodowej Partii Radykalnej. Działacz związanej z radykałami pozarządowej organizacji Non C'è Pace Senza Giustizia, objął w niej funkcję prezesa.
W 1994 uzyskał mandat europosła IV kadencji z ramienia komitetu wyborczego „Marco Pannella-Riformatori”, należał do frakcji Europejskiego Sojuszu Radykalnego. W wyborach w 1999 z powodzeniem ubiegał się o reelekcję z listy radykałów sygnowanej tym razem nazwiskiem Emmy Bonino. W V kadencji był posłem niezrzeszonym (przez dwa lata współprzewodniczącym czasowo istniejącej technicznej grupy niezależnych posłów), pracował w Komisji Kontroli Budżetowej. W PE zasiadał do 2004. Współtworzył partię Włoscy Radykałowie, w 2006 kandydował bez powodzenia z jej ramienia (z listy koalicji Róża w Pięści) do Senatu. W latach 2006–2008 był szefem gabinetu politycznego Emmy Bonino, pełniącej funkcję ministra ds. europejskich.
W 2009 został dyrektorem przedstawicielstwa organizacji pracodawców Powszechnej Konfederacji Przemysłu Włoskiego w Brukseli, pełnił tę funkcję do 2017. W 2010 wszedł w skład Europejskiego Komitetu Ekonomiczno-Społecznego.